# Plaza Aotea
La plaza Aotea (en inglés: Aotea Square) es una gran área pública pavimentada en el CDB, de Auckland, Nueva Zelanda. Fue inaugurada en 1979 por Sir Dove-Myer Robinson junto a la calle Queen. Se utiliza para conciertos al aire libre y  reuniones, para mercados y mítines políticos. En noviembre de 2010, se completó una importante remodelación de la Plaza Aotea. La plaza fue rediseñada para que sea adecuada para su uso para multitudes de hasta 20.000 personas.
Su nombre se deriva de Motu Aotea, el nombre maorí de la Isla Great Barrier, que es la isla más grande en alta mar de Nueva Zelanda, a unos 90 km del centro de Auckland.